# Бруцоши у фрци
Бруцоши у фрци (енгл. Road Trip) је амерички филм из 2000. године.

## Радња филма
Џош је студент и случајно снима своју авантуру са прелепом Бет. Неколико дана касније, он открива да је један од његових другова нехотице послао овај снимак његовој девојци Тифани, која се налази у Остину. Зато Џош и његови пријатељи Бери, Кајл, И-Ел и Рубин позајмљују кола и крећу на пут у очајничком покушају да пресретну траку пре него што стигне до Тифани. Међутим, Бет жели Џоша само за себе и урадиће све да би пре њега стигла до Тифани.

## Улоге
| Глумац           | Улога  |
| ---------------- | ------ |
| Брекин Мајер     | Џош    |
| Шон Вилијам Скот | Иел    |
| Поло Костанзо    | Рубин  |
| Ди Џеј Кволс     | Кајл   |
| Ејми Смарт       | Бет    |
| Рејчел Бланчард  | Тифани |
| Том Грин         | Бери   |
| Ентони Рап       | Џејкоб |